# 楊聯芳
楊聯芳（？—？），字懋賞，號衡畹（又号蘅畹），福建漳州衛官籍，漳州府南靖縣龍溪人，明朝政治人物。

## 生平
隆庆庚午（1570年）八月二十九日生。萬曆二十五年（1597年）丁酉科福建鄉試第二名舉人，二十九年（1601年）辛丑科三甲第六名進士。通政司觀政，授行人司行人，三十二年丁憂。三十四年補原职，三十八年升户部郎中，三十九年监督大通桥，本年出為浙江金華知府，調杭州府知府，四十三年（1615年）升貴州按察司副使，四十五年京察。

## 著作
著有《諸經纂注》三十四卷。

## 紀念
漳州東坂後街有「父子中憲坊」，為楊泮、楊維馨、楊聯芳立。

## 家族
曾祖楊瑜，貢生。祖父楊泮。父楊惟馨。